# Fritz Heubeck
Fritz Heubeck (* 10. Juli 1949 in Fürth) ist ein ehemaliger deutscher Fußballspieler. Als Außenstürmer war er acht Spielzeiten für die Spielvereinigung Fürth (SpVgg Fürth) in der zweitklassigen Regionalliga Süd sowie der 2. Bundesliga Süd aktiv, dabei erzielte er bis zu seinem verletzungsbedingten Karriereende insgesamt 32 Tore in 254 Zweitligaspielen.

## Sportlicher Werdegang
Heubeck begann mit dem Fußballspielen beim MTV Fürth, für den er ab 1958 aktiv war. Im Alter von 17 Jahren rückte er in die Wettkampfmannschaft auf, mit der er 1969 in die Bezirksliga Süd aufstieg. Dort machte er höherklassig auf sich aufmerksam und wechselte im Sommer 1971 zum Lokalkonkurrenten SpVgg Fürth. Beim Regionalligisten etablierte er sich auf Anhieb als Stammspieler auf der rechten Offensivseite und zeichnete sich durch Schnelligkeit, Gewandtheit am Ball und gleichzeitige Torgefährlichkeit aus. Unter Trainer Werner Bickelhaupt bestritt er in der Spielzeit 1971/72 direkt 30 der 36 Saisonspiele; mit vier Saisontoren trug er zum unter dessen Nachfolger Heinz Elzner errungenen Klassenerhalt bei. Auch in den folgenden Jahren war er an der Seite von Spielern wie Helmut Klump, Bernhard Bergmann, Erich Unger, Wolfgang Lausen und Tormann Peter Löwer nahezu ein Dauerbrenner, der meistens über 30 Saisonspiele bestritt. Dabei qualifizierte er sich mit dem Klub als Tabellenzehnter der Spielzeit 1973/74 für die neu gegründete 2. Bundesliga. Anfangs im Abstiegskampf platzierte sich die Mannschaft dort vornehmlich im Mittelfeld und erreichte in der Spielzeit 1978/79 mit dem vierten Tabellenplatz die beste Platzierung während Heubecks Wirken. Zwar gelang ihm in jener Spielzeit nur ein Treffer (beim 3:0-Erfolg über den FV Würzburg 04 im Januar 1979), bei 36 Saisoneinsätzen wurde er jedoch nur von den Stürmerkollegen Eduard Kirschner, dem 33 Saisontreffer gelangen, und Klaus Heinlein, zwölffach erfolgreich, mit jeweils einer Partie mehr übertroffen.
Im August 1979 zog sich Heubeck eine schwerwiegende Verletzung an der Achillessehne zu, in deren Folge er mehrfach operiert wurde und letztlich 1980 nach einer Saison ohne weiteren Einsatz als Sportinvalide seine Karriere beenden musste. Bis zu seiner Verletzung hatte er über 400 Spiele für die Mannschaft vom Ronhof bestritten, davon 89 Regionalligapartien (15 Tore) sowie 165 Spiele in der 2. Bundesliga (17 Tore). Anschließend war der hauptberufliche KfZ-Mechaniker als Spielertrainer noch im unterklassigen Amateurbereich tätig und betreute den ASV Vach (1980–1986), den SV Tennenlohe (1986/87) und den FSV Stadeln (1987–1990).